# Lentinus crinitus
Lentinus crinitus är en svampart som först beskrevs av L., och fick sitt nu gällande namn av Elias Fries 1825. Lentinus crinitus ingår i släktet Lentinus och familjen Polyporaceae.   Inga underarter finns listade i Catalogue of Life.